# Satellit-tv
Satellit-tv er tv-modtagelse via satellit. Et tv-apparat modtager videosignalet via en reflektor-tallerken, modtagerhoved (LNB) og en satellit-tuner.

## Lidt om landbaseret tv-modtagelse
Den landbaserede tv-modtagelse er baseret på et videosignal fra en tv-sendemast, der kunne opfanges af en tv-antenne og omformes af en landbaseret tv-tuner. Senere blev antenneskoven erstattet/suppleret af kabel-tv, hvor videosignalet kom fra et nedgravet kabelnet og modtages via en kabel tv-tuner.

## Uddybende
Det første satellit-tv-signal blev sendt fra Europa via en Telstar-satellit til Nordamerika i 1962. Satellitten kredser i en stationær bane på 37.000 km om jorden. Aktuelle tv-satellitter er bl.a. Astra 19.2° Øst og Hotbird 13° Øst, der især dækker tyske, franske, italienske og engelske stationer. Sirius 2, Sirus 3, Thor 2 og Thor 3 dækker de nordiske stationer.
Som ved al anden satellitkommunikation startes med en afsender (engelsk: uplink), f.eks. fra en tv-station eller en tv-sendevogn. Der bruges en reflektor-tallerken (dish), der rettes direkte mod den anvendte satellit, der skal være synlig. Reflektorstørrelsen varierede i starten (før år 2000) fra 9 til 12 meter.
Satellittens elektroniske kredsløb indeholder enheder (transponder), der sender signalet tilbage til jorden i forskellige frekvensbånd:
- Del af C-bånd – udvidet (downlink) 3.400-4.200 MHz
- Del af X-båndet 10,7 – 10,9 GHz
- Ku1-båndet 10,9 – 11,75 GHz
- Ku2-båndet 11,75 – 12,5 GHz
- Ku3-båndet 12,5 – 12,75 GHz

Dette signal skal nu opfanges af slutbrugerne, der har en lidt mindre reflektor-tallerken monteret, på 40–90 cm. De svage signaler ved landjorden reflekteres af en passende stor reflektor (f.eks. parabolformet), der koncentrerer radiobølgerne i en lille radioantenne, som sidder i og er en del af et modtagerhoveds LNB (low-noise block converter). Dette signal sendes til en satellit-tuner/-modtager (receiver) og derfra videre til et normalt tv-apparat.
Der findes følgende primære former for satellit-tv: 
- DBS – direct broadcast satellite eller "direkte til hjemmet".
- Satellit Free-to-air (FTA)
  - TVRO – television receive-only (TVRO). Anvender åbne standarder.

Der skelnes også mellem analog og digital satellit-tv, hvor sidstnævnte vinder kraftigt frem bl.a. fordi man kan komprimere signalet og derved opnå flere tv-kanaler på samme båndbredde.
Det er ikke nødvendigvis gratis at modtage satellit-tv, da signalet spredes i et noget bredere område end ved de hidtidige transportformer. F.eks. kan DR modtages via satellit-tv, men kun i krypteret form. Dette giver en vis problematik i forbindelse med opkrævning af medielicens, da DR ikke kan kontrollere modtagere i f.eks. Spanien. TV 2 sender deres betalingskanal TV 2 Zulu via satellit tv.
Til gengæld vokser der en ny række tv-kanaler frem, der er baseret på Free to Air-princippet, dvs. kanalen er ukrypteret. Det gælder især tyske og engelske kanaler, herunder de nationale tv-selskaber.
Sidste skud på stammen er HDTV eller High Definition Tv, der pt. formidles via satellit-tv.